# ボトムライン
座標: 北緯40度43分44秒 西経73度59分43秒 / 北緯40.729007度 西経73.995162度
ボトムライン（The BottomLine）は、アメリカ合衆国ニューヨーク州ニューヨーク市グリニッジ・ヴィレッジにあったライブハウス。

## 概要
1974年2月12日にAllan PepperとStanley Snadowskyの二人のオーナーによってオープン。住所はニューヨーク市マンハッタン区西4丁目15号。
過去にはブルース・スプリングスティーン、スティービー・ワンダー、マイルス・デイヴィスなど、世界のエンターテインメントの中心N.Y.ならではの有名アーティストが数多くブッキングされた歴史を持つ、老舗のエンターテインメント・クラブ。日本では1979年11月6日にイエロー・マジック・オーケストラがワールドツアーのライブを行ったことでも有名である。
グリニッジ・ヴィレッジのニューヨーク大学が所有する4丁目に位置したが、2001年の9.11アメリカ同時多発テロ事件で強制的に立入禁止区域となった。その措置期間中、全てのライブが中止となる。
オープンからおよそ30年経った2003年に閉館の危機に立たされ、ついに2004年1月に30周年記念イベントで閉館された。現在はニューヨーク大学の一室として使用されている。
ボトムラインの公式サイトは2013年まで毎年設立記念日の2月12日に更新されており、再オープンに向けて新たな店舗候補地や投資家を探していた。しかし同年2月25日にStanley Snadowskyが糖尿病で死去。それ以降は更新されないままサイトも消滅した。

## 日本

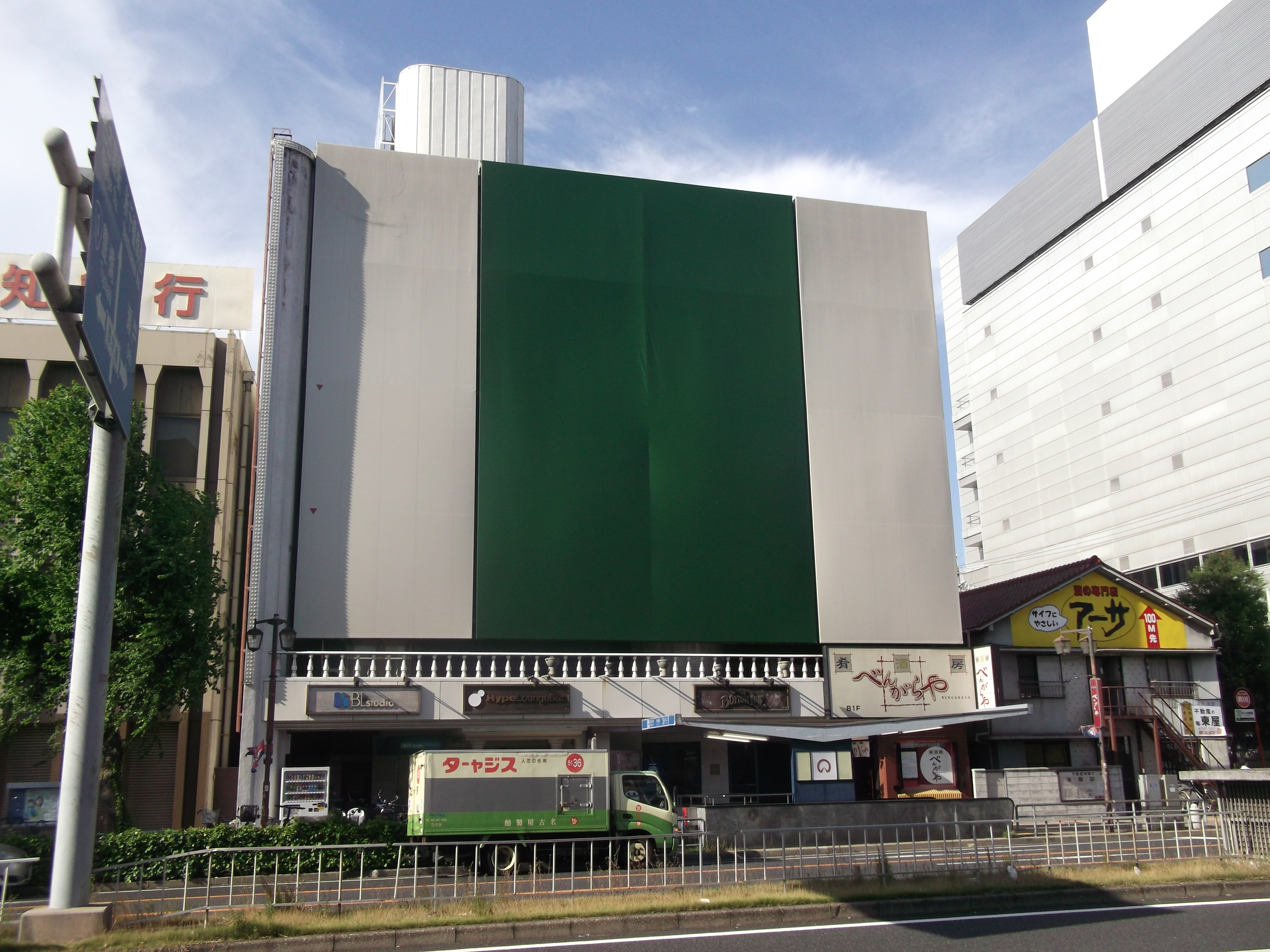
名古屋市のボトムライン（2014年8月）

日本では愛知県名古屋市に、唯一のライセンス契約店の同名ライブハウスがあり、こちらは株式会社ボトムラインジャパンによって運営されている。

### 施設
- 事業運営：(株)ボトムラインジャパン
※この法人には、地元局・中部日本放送が一部資本参画している。
- 代表者：蔵原郁智
- オープン：1989年6月17日
- 所在地：愛知県名古屋市千種区今池4-7-11 メトロビル
- 最寄駅：名古屋市営地下鉄東山線・桜通線 今池駅3番出口
- 収容人数：約300人（座席）/約800人（立見席）